# Jules Troubat
Pour les articles homonymes, voir Troubat (homonymie).
Jules Troubat, né le 19 septembre 1836 à Montpellier et mort le 4 juin 1914 à Paris 15e, est un éditeur scientifique, journaliste, poète et bibliothécaire français.
Troubat est surtout connu par les ouvrages qu’il a publiés sur Sainte-Beuve, dont il a été le dernier secrétaire depuis 1861 jusqu’à sa mort, survenue en 1869.

## Biographie
Jules Troubat a passé son enfance et une partie de sa jeunesse dans sa ville natale. Monté à Paris, après de bonnes études au lycée de cette ville, il a fait la connaissance de Champfleury, qui l’a recommandé à Sainte-Beuve pour le poste de secrétaire, que Jules Levallois allait prochainement abandonner. Accepté par Sainte-Beuve, Troubat, qu’il appelait son « secrétaire jacobin », débute, le 30 septembre 1861, en prenant en dictée une étude sur Louis Veuillot. Au début de sa mission, il donnait, comme son prédécesseur, cinq heures de présence, le matin, de neuf heures à midi, et, le soir, de sept heures à neuf heures, pour faire deux heures de lecture. Néanmoins, avec le temps, il a fini par ne plus quitter la maison dans la journée, et même y prendre ses repas. Pendant huit années, il a vécu dans l’ombre de l’illustre critique qui l’employait, passant des journées entières de travail constant et assidu, à écrire sous sa dictée les articles du Constitutionnel, du Moniteur, et du Temps, qui ont formé par la suite les Nouveaux Lundis, ou, comme ceux sur Jomini, Talleyrand, Marceline Desbordes-Valmore, Proudhon, qui ont été réunis en volumes.
Après la mort de Sainte-Beuve, dont il était devenu l’ami au point d'être désigné par le maitre comme exécuteur testamentaire et légataire universel, et auquel il avait voué un véritable culte, selon le mot de l’Excelsior, « on peut bien dire qu’il le demeura même après la mort de l’illustre critique », car il a consacré la dernière partie de son existence à cette tâche. Il a d’abord assuré la publication des deux derniers volumes des Nouveaux Lundis, puis donné au public, sous le titre de Chroniques parisiennes, les articles adressés, de 1843 à 1845, par Sainte-Beuve à la Revue suisse, ensuite les Cahiers de Sainte-Beuve, les Premiers Lundis, les trois volumes de la Correspondance, complétés, depuis par des lettres publiées par plusieurs revues, les Lettres à la princesse, le Clou d’or, la monographie inachevée sur Proudhon, les Chroniques Parisiennes, et enfin, quelques années plus tard, le Livre d’amour, qui devait susciter de vives polémiques pour les détails personnels qu’il livre sur lui. Resté fidèle, comme Jules Levallois, à la mémoire de Saint-Beuve, contrairement à plusieurs anciens secrétaires, qui le lui ont ainsi reproché, cet ouvrage relate sa liaison, à peine déguisée, avec Adèle Hugo. Certains même, trop zélés, ont brulé de nombreux exemplaires de ce livre. En défi, Troubat en a publié une nouvelle édition. « Après tout, disait-il, que reproche-t-on à Sainte-Beuve : il agissait comme les autres. Sous Louis-Philippe on vivait couramment dans l’adultère. »
Dans des préfaces, des notices, des conférences, dans le volume intitulé Souvenirs et indiscrétions, Troubat s’est attaché à retracer lai vie de labeur de Sainte-Beuve dont il avait subi l’influence et dont il gardait pieusement la mémoire. Il a publié plusieurs volumes, entre autres Plume et pinceau, le Blason de la Révolution, Une amitié à la d’Arthez, Champfleury et Max Buchon, et a donné au Temps une série d’articles variétés, dont plusieurs, comme ceux sur Gustave Flaubert et Louise Colet, ont été très remarqués.
Après la mort de Sainte-Beuve, il a rempli, pendant quatre ans, les fonctions de secrétaire chez les éditeurs Michel Lévy frères, puis deux années chez l’éditeur Édouard Dentu. Nommé en 1878, par Agénor Bardoux, alors ministre de l’Instruction publique, bibliothécaire du palais de Compiègne, il y est resté treize ans. L’isolement, où il vivait à Compiègne, l’a amené à rimer en français. Seul dans cette ville calme de province, en proie à l’insomnie, n’ayant jamais su jouer aux cartes, il allait par les rues solitaires, ruminant un sonnet. Ces sonnets, qu’il a toujours eus, depuis cette époque, en poche, ont été réunis, en 1884, sous le titre de Petits étés de la cinquantaine.
Après Compiègne, il a été attaché quel que temps comme bibliothécaire honoraire à la Bibliothèque nationale, puis bibliothécaire des Sociétés savantes. Il a collaboré à Paris-Midi, à La Vie montpelliéraine (d) , et tenu, sous le nom de plume de « Hérand » la Chronique de l’Hôtel des Commissaires-priseurs dans l'Artiste. Érudit, qui avait le gout des recherches et de l’anecdote, il a publié plusieurs volumes de souvenirs, dans lesquels il faisait revivre tous les grands disparus de la période romantique dont il avait été l’ami et les principales figures du Second Empire, des essais et des critiques. Selon l’expression consacrée, « on ne s’adressait pas à lui sans avoir à se louer de son érudition. » Pendant son passage au ministère de l’Instruction publique, Maurice-Louis Faure l’avait nommé chevalier de la Légion d’honneur. Il appartenait également au Félibrige et était membre de la Société des gens de lettres.
Républicain sincère de la première heure et démocrate, l’ardeur de ses convictions politiques l’avait fait condamner, sous le Second Empire, à trois mois de prison pour un article publié dans un journal de province. Fermement libre-penseur, il a été, selon son désir, inhumé civilement au cimetière du Montparnasse, au milieu d’une nombreuse assistance.

## Distinctions
- Chevalier de la Légion d'honneur (1910)

## Jugements
« homme charmant. de la conversation la plus agréable et la plus variée, la plus riche d’anecdotes de toutes sortes, mariant l’esprit gaulois et l’esprit français. Il aimait la vie, il aimait la littérature et tout aimable. »

— Jean Ernest-Charles, Les Annales politiques et littéraires

## Publications
- Le Mont-Ganelon, Compiègne, H. Lefebvre, 1885, 57 p., 26 cm (lire en ligne sur Gallica).
- Souvenirs et indiscrétions, 1875.
- Notes et pensées, Paris, L. Sauvaitre, 1888, iii-156 p., in-16 (lire en ligne sur Gallica).
- Souvenirs du dernier secrétaire de Sainte-Beuve, Paris, Calmann-Lévy, 1890, 396 p., 18 cm (lire en ligne sur Gallica).
- Essais critiques : Sainte-Beuve, J.-J. Rousseau, la marquise de Condorcet, Madame Helvétius, le conventionnel Vadier, Senancour, Champfleury, Paris, Calmann-Lévy, 1902, viii-370 p., in-18 (lire en ligne sur Gallica).
- Le Buste de Sainte Beuve, Paris, Lucien Duc, 1897, 8 p., in-8º (lire en ligne sur Gallica).
- Plume et pinceau : études de littérature et d’art : Rabelais, Voltaire, Mérimée, Talma, L’Assommoir, Napoléon et Robespierre, M. Victor Hugo, le Comte de Cavour…, Paris, Isidore Liseux, 1878, xii-348 p., in-18 (lire en ligne sur Gallica).
- La Salle à manger de Sainte-Beuve, Paris, Mercure de France, 2e éd., 343 p., in-16 (lire en ligne sur Gallica)
- Un Félibre avant la lettre : Antony Réal  (étude extraite de la revue la Province (livraison d’avril 1896), Paris, Librairie de la Province, 1896, 8 p., in-8º (lire en ligne sur Gallica).
- Gaietés de terroir, Paris, Lucien Duc, 1903, 2e éd., iv-252, fig., couv. ill. ; in-18 (lire en ligne sur Gallica).
- Nouvelles Gaietés de terroir : Essai sur les cours coculaires, Paris, librairie de la Province, 1896, 36 p., in-8º (lire en ligne sur Gallica).
- Sainte-Beuve intime et familier, 1903.
- Souvenirs sur Champfleury et le réalisme, 1905.